# Санкт-Готтхард-им-Мюлькрайс
Санкт-Готтхард-им-Мюлькрайс (нем. Sankt Gotthard im Mühlkreis) — община (нем. Gemeinde) в Австрии, в федеральной земле Верхняя Австрия. 
Входит в состав округа Урфар-Умгебунг.  Население составляет 1329 человек (на 31 декабря 2005 года). Занимает площадь 12 км². Официальный код  —  41 621.

## Политическая ситуация
Бургомистр общины — Йоханнес Рехбергер (АНП) по результатам выборов 2003 года.
Совет представителей общины (нем. Gemeinderat) состоит из 19 мест.
- АНП занимает 10 мест.
- СДПА занимает 8 мест.
- АПС занимает 1 место.